# LOT 폴란드 항공 16편 동체착륙 사고

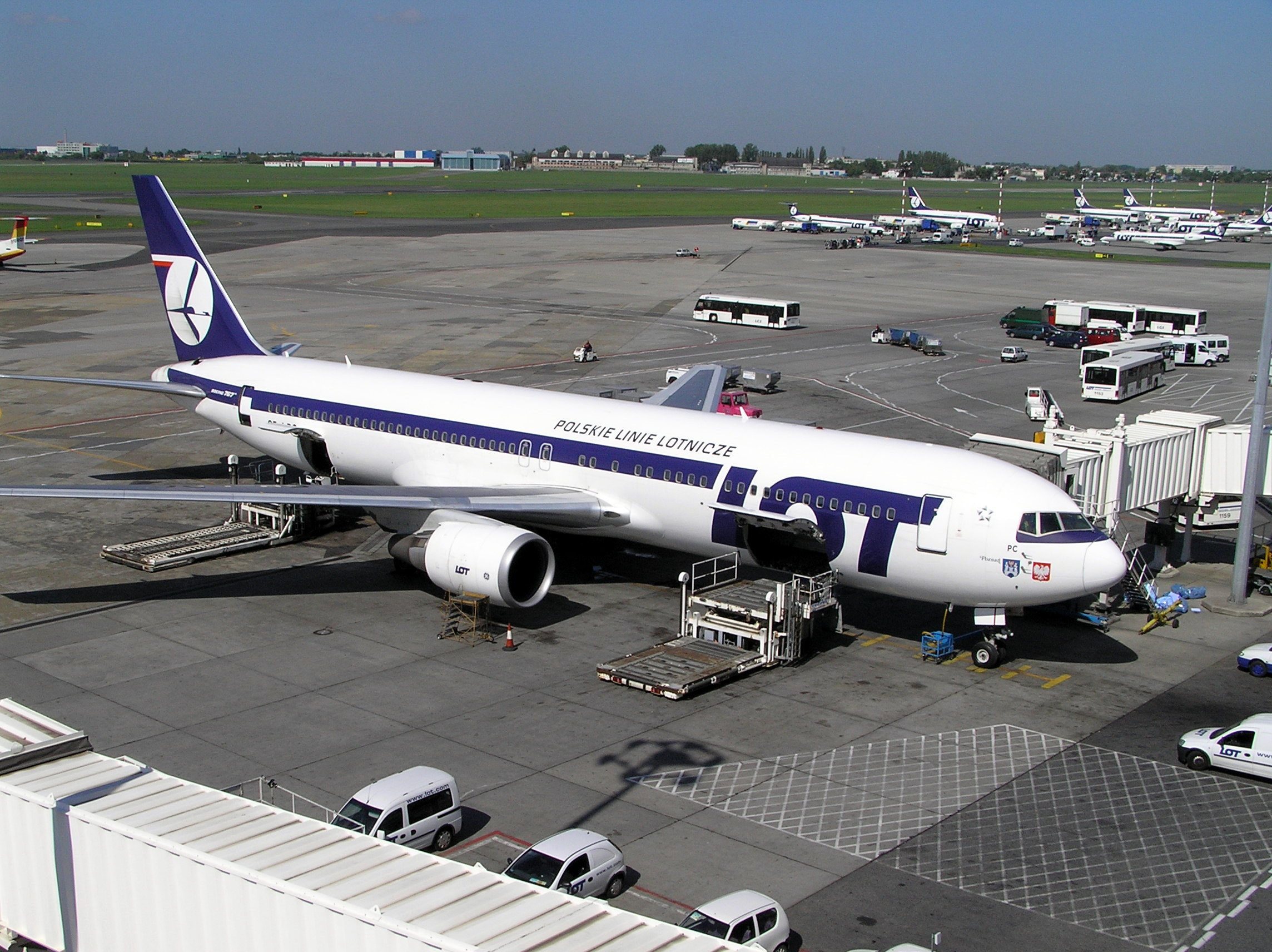
사고기 (SP-LPC)

LOT 폴란드 항공 16편 동체착륙 사고는 2011년에 일어난 항공 사고이다.

## 개요
2011년 11월 1일, 뉴어크 리버티 국제공항에서 쇼팽 국제공항으로 오던 LOT 항공기가 바퀴가 내려오지 않아 동체착륙을 시도하였으나, 부상자는 없었다.

## 사고기
1997년 5월 15일 인도된 보잉 767-35D/ER기로, 등록번호 SP-LPC였다.(cn 28656) 기체는 사고후 2013년 11월에 스크랩 처리되었다.

## 같이 보기
- 동체착륙